# Удача (фильм)
«Удача» (груз. წარმატება) — советский короткометражный комедийный фильм, поставленный Баадуром Цуладзе по сценарию Резо Габриадзе на студии «Грузия-фильм» в 1980 году. Девятая и заключительная новелла из цикла о весёлых приключениях трёх дорожных мастеров.

## Сюжет
Баадуру в руки случайно попадает лотерейный билет, по которому можно выиграть престижный автомобиль — белую «Волгу» ГАЗ-24. Он убегает в город и возвращается уже на новой машине, но ругается со своими друзьями — Бериком и Кахи, испугавшись, что те испачкают ему салон. Баадур продолжает гордиться своей машиной, буквально сдувая с неё пылинки, но ему не даёт покоя ссора с друзьями, из-за чего он не может разделить с ними свою радость. В конце концов, он не только мирится с Бериком и Кахи, но и самоотверженно превращает свою «Волгу» в машину для нанесения дорожной разметки вместо сломавшегося трактора.

## В ролях
- Кахи Кавсадзе
- Баадур Цуладзе
- Гиви Берикашвили